# المليحة الشرقية
المليحة الشرقية هي بلدة صغيرة تقع على الحدود الفاصلة بين محافضتي درعا والسويداء يبلغ عدد سكانها تقريبا 7000 نسمة ويبلغ محيطها العمارني 1000 متر
للقرية تاريخ قديم مع الحضارة الرومانية حي يوجد بها مقبرة قديمة ويوجد بها منازل قديمة
يعمل أغلب أهل البلدة في الزارعة أضافة إلى الاغتراب و خصوصا في لبنان و الخليج
عاشت البلدة احداث الثورة السورية باكملها حيث كانت من أول البلدات التي قامت بتأييد درعا بمطالبها وذاقت ما ذاقته أكثر بلدات حوران من قتل وحصار وتهجير حيث حوصرت القرية بأكثر من 80 الية مدرعة وأكثر من 1000 جندي مسلح
لاتزال بلدة المليحة الشرقية التي لم يعد بها سكان الا قليل من أكثر الاماكن امانً في المنطقة المحيطة بها.